# Sandra Zapata
Sandra Zapata, född 3 februari 1977, är en colombiansk friidrottare. Hon deltog vid olympiska sommarspelen 2004 och olympiska sommarspelen 2008.